# 2013–2014-es horvát labdarúgó-bajnokság (első osztály)
A 2013-2014-es Prva HNL (szponzorált néven T-com Prva HNL) a horvát labdarúgó-bajnokság legmagasabb osztályú versenyének 23. alkalmából megrendezett bajnoki év. A 2011-2012-es szezonbeli szabályok szerint a bajnokságban 16 csapat helyett 10 lép pályára. A bajnokság 2013. július 12-én kezdődött és 2014. május 17-ig tart.
A bajnokság legsikeresebb csapata a Dinamo Zagreb, aki a mostani bajnokságot is beleszámítva 16-szor nyerte meg a bajnoki kupát. Ennek következményeként a csapat kvalifikálta magát a 2014–2015-ös bajnokok ligája selejtezőkörébe. A HNK Rijeka, a HNK Hajduk Split és az RNK Split a második legnagyobb nemzetközi kupa selejtezőjébe, a 2014–2015-ös Európa-ligájába kvalifikálták magukat. A bajnokság kiesője az utolsó helyezett NK Hrvatski Dragovoljac, aki a következő évben a másodosztályban folytatja pályafutását. A kilencedik helyezett NK Slaven Belupo Koprivnica osztályozó mérkőzést vív a másodosztály második helyezettjével, a HNK Cibaliával a bennmaradásért. A bennmaradás két meccs után dől el, amelyet egy hazai és egy vendég mérkőzésre bontanak.A két mérkőzés alatt jobban szereplő csapat marad, esetleg kerül be az első osztályba.
Azonos összpontszám esetén a bajnoki sorrendet az alábbi szempontok alapján határozzák meg:
1. a bajnokságban elért győzelmek száma
2. a bajnoki mérkőzések gólkülönbsége

Amennyiben nemzetközikupa-indulást, vagy kiesést jelentő helyen alakulna ki pontegyenlőség, úgy a sorrendet az alábbi szempontok szerint határozzák meg:
1. az egymás ellen játszott bajnoki mérkőzések pontkülönbsége
2. az egymás ellen játszott bajnoki mérkőzések gólkülönbsége
3. az egymás ellen játszott bajnoki mérkőzéseken szerzett gólok száma
4. az egymás ellen játszott bajnoki mérkőzéseken „idegenben” szerzett gólok száma

## Csapatok
| Csapat                      | Város    | Stadion                   | Stadion befogadóképessége |
| --------------------------- | -------- | ------------------------- | ------------------------- |
| Dinamo Zagreb               | Zágráb   | Maksimir Stadion          | 38 079                    |
| Hajduk Split                | Split    | Poljut                    | 34 448                    |
| NK Osijek                   | Eszék    | Stadion Gradski vrt       | 22 050                    |
| HNK Rijeka                  | Fiume    | Stadion Kantrida          | 10 261                    |
| NK Istra 1961               | Póla     | Aldo Drossina             | 9 200                     |
| NK Zadar                    | Zára     | Stanovi                   | 5 860                     |
| NK Hrvatski Dragovoljac     | Zágráb   | NSC Stjepan Spajic        | 4 500                     |
| RNK Split                   | Split    | Park mladezi              | 4 075                     |
| NK Slaven Belupo Koprivnica | Kapronca | Gradski stadion u Poljudu | 3 059                     |
| NK Lokomotiva Zagreb        | Zágráb   | Maksimir Stadion          | 38 079                    |

## Mérkőzések

### Mérkőzések fordulónként
A fordulók eredményei a jobb oldali szövegre kattintva nyithatóak/csukhatóak.
| 1. forduló    |     |                      |
| HNK Rijeka    | 3–0 | NK Istra 1961        |
| Dinamo Zagreb | 3–1 | NK Osijek            |
| Dragovoljac   | 0–2 | NK Lokomotiva Zagreb |
| NK Zadar      | 1–5 | Hajduk Split         |
| RNK Split     | 2–1 | Belupo               |

| 2. forduló    |     |                      |
| Dinamo Zagreb | 3–0 | NK Zadar             |
| Belupo        | 2–2 | Dragovoljac          |
| Hajduk Split  | 1–1 | HNK Rijeka           |
| NK Istra 1961 | 1–1 | RNK Split            |
| NK Osijek     | 1–2 | NK Lokomotiva Zagreb |

| 3. forduló           |     |               |
| NK Zadar             | 3–1 | NK Osijek     |
| HNK Rijeka           | 0–0 | Dinamo Zagreb |
| RNK Split            | 0–3 | Hajduk Split  |
| NK Lokomotiva Zagreb | 1–0 | Belupo        |
| Dragovoljac          | 0–1 | NK Istra 1961 |

| 4. forduló    |     |                      |
| NK Osijek     | 2–1 | Belupo               |
| Dinamo Zagreb | 1–0 | RNK Split            |
| NK Zadar      | 1–2 | HNK Rijeka           |
| Hajduk Split  | 2–1 | Dragovoljac          |
| NK Istra 1961 | 1–2 | NK Lokomotiva Zagreb |

| 5. forduló           |     |               |
| RNK Split            | 1–3 | NK Zadar      |
| Belupo               | 2–2 | NK Istra 1961 |
| HNK Rijeka           | 5–1 | NK Osijek     |
| Dragovoljac          | 1–1 | Dinamo Zagreb |
| NK Lokomotiva Zagreb | 1–3 | Hajduk Split  |

| 6. forduló    |     |                      |
| Dinamo Zagreb | 2–1 | NK Lokomotiva Zagreb |
| HNK Rijeka    | 1–1 | RNK Split            |
| Hajduk Split  | 1–0 | Belupo               |
| NK Zadar      | 1–1 | Dragovoljac          |
| NK Osijek     | 1–3 | NK Istra 1961        |

| 7. forduló           |     |               |
| NK Lokomotiva Zagreb | 2–0 | NK Zadar      |
| Belupo               | 1–3 | Dinamo Zagreb |
| NK Istra 1961        | 1–0 | Hajduk Split  |
| Dragovoljac          | 0–2 | HNK Rijeka    |
| RNK Split            | 4–0 | NK Osijek     |

| 8. forduló    |     |                      |
| RNK Split     | 1–0 | Dragovoljac          |
| NK Osijek     | 1–0 | Hajduk Split         |
| Dinamo Zagreb | 3–1 | NK Istra 1961        |
| NK Zadar      | 0–2 | Belupo               |
| HNK Rijeka    | 1–1 | NK Lokomotiva Zagreb |

| 9. forduló           |     |               |
| Dragovoljac          | 1–0 | NK Osijek     |
| NK Istra 1961        | 0–1 | NK Zadar      |
| Hajduk Split         | 2–0 | Dinamo Zagreb |
| NK Lokomotiva Zagreb | 1–1 | RNK Split     |
| Belupo               | 0–1 | HNK Rijeka    |

| 10. forduló          |     |               |
| NK Lokomotiva Zagreb | 2–1 | Dragovoljac   |
| Belupo               | 1–2 | RNK Split     |
| Hajduk Split         | 1–0 | NK Zadar      |
| NK Osijek            | 0–1 | Dinamo Zagreb |
| NK Istra 1961        | 2–3 | HNK Rijeka    |

| 11. forduló             |     |                             |
| NK Lokomotiva Zagreb    | 5–0 | NK Osijek                   |
| NK Hrvatski Dragovoljac | 0–0 | NK Slaven Belupo Koprivnica |
| NK Zadar                | 0–0 | Dinamo Zagreb               |
| NK Rijeka               | 1–1 | HNK Hajduk Split            |
| RNK Split               | 0–1 | NK Istra 1961               |

| 12. forduló                 |     |                         |
| NK Slaven Belupo Koprivnica | 3–2 | NK Lokomotiva Zagreb    |
| NK Osijek                   | 0–0 | NK Zadar                |
| HNK Hajduk Split            | 0–0 | RNK Split               |
| NK Istra 1961               | 2–1 | NK Hrvatski Dragovoljac |
| Dinamo Zagreb               | 1–0 | NK Rijeka               |

| 13. forduló                 |     |                 |
| NK Rijeka                   | 3–0 | NK Zadar        |
| NK Lokomotiva Zagreb        | 2–1 | NK Istra 1961   |
| RNK Split                   | 1–0 | Dinamo Zagreb   |
| NK Slaven Belupo Koprivnica | 2–0 | NK Osijek       |
| NK Hrvatski Dragovoljac     | 1–2 | NK Hajduk Split |

| 14. forduló     |     |                         |
| NK Istra 1961   | 1–1 | NK Hrvatski Dragovoljac |
| NK Zadar        | 0–1 | RNK Split               |
| Dinamo Zagreb   | 4-1 | NK Hrvatski Dragovoljac |
| NK Hajduk Split | 3–1 | NK Lokomotiva Zagreb    |
| NK Osijek       | 1–3 | NK Rijeka               |

| 15. forduló                 |     |                  |
| NK Lokomotiva Zagreb        | 0–3 | Dinamo Zagreb    |
| NK Istra 1961               | 1-1 | NK Osijek        |
| NK Slaven Belupo Koprivnica | 3–3 | HNK Hajduk Split |
| RNK Split                   | 1-0 | NK Rijeka        |
| NK Hrvatski Dragovoljac     | 0–2 | NK Zadar         |

| 17. forduló      |     |                             |
| NK Zadar         | 0–2 | NK Lokomotiva Zagreb        |
| NK Osijek        | 0-0 | RNK Split                   |
| HNK Hajduk Split | 2–0 | NK Istra 1961               |
| Dinamo Zagreb    | 1–0 | NK Slaven Belupo Koprivnica |
| NK Rijeka        | 2–0 | NK Hrvatski Dragovoljac     |

| 17. forduló                 |     |               |
| NK Slaven Belupo Koprivnica | 1–1 | NK Zadar      |
| NK Hrvatski Dragovoljac     | 2–2 | RNK Split     |
| NK Lokomotiva Zagreb        | 0-2 | NK Rijeka     |
| HNK Hajduk Split            | 1–1 | NK Osijek     |
| NK Istra 1961               | 1–3 | Dinamo Zagreb |

| 18. forduló   |     |                             |
| NK Osijek     | 0–2 | NK Hrvatski Dragovoljac     |
| NK Zadar      | 0–4 | NK Istra 1961               |
| RNK Split     | 3–0 | NK Lokomotiva Zagreb        |
| Dinamo Zagreb | 2–2 | NK Hajduk Split             |
| NK Rijeka     | 2–2 | NK Slaven Belupo Koprivnica |

| 19. forduló             |     |                             |
| RNK Split               | 0–0 | NK Slaven Belupo Koprivnica |
| NK Hrvatski Dragovoljac | 1–3 | NK Lokomotiva Zagreb        |
| Dinamo Zagreb           | 4–1 | NK Lokomotiva Zagreb        |
| NK Rijeka               | 3–3 | NK Istra 1961               |
| NK Zadar                | 1–1 | HNK Hajduk Split            |

| 20. forduló                 |     |                         |
| NK Slaven Belupo Koprivnica | 1–1 | NK Hrvatski Dragovoljac |
| NK Osijek                   | 1–1 | NK Lokomotiva Zagreb    |
| Dinamo Zagreb               | 2–0 | NK Zadar                |
| NK Istra 1961               | 2–0 | RNK Split               |
| HNK Hajduk Split            | 2–2 | NK Rijeka               |

| 21. forduló             |     |                             |
| NK Lokomotiva Zagreb    | 2–1 | NK Slaven Belupo Koprivnica |
| NK Zadar                | 3–1 | NK Osijek                   |
| RNK Split               | 1–2 | HNK Hajduk Split            |
| NK Hrvatski Dragovoljac | 1–2 | NK Istra 1961               |
| NK Rijeka               | 2–2 | Dinamo Zagreb               |

| 22. forduló     |     |                             |
| NK Hajduk Split | 2–1 | NK Hrvatski Dragovoljac     |
| NK Istra 1961   | 2–4 | NK Lokomotiva Zagreb        |
| Dinamo Zagreb   | 2–1 | RNK Split                   |
| NK Osijek       | 4–1 | NK Slaven Belupo Koprivnica |
| NK Zadar        | 1–0 | NK Rijeka                   |

| 23. forduló                 |     |                 |
| NK Hrvatski Dragovoljac     | 0–1 | Dinamo Zagreb   |
| NK Slaven Belupo Koprivnica | 0–2 | NK Istra 1961   |
| RNK Split                   | 3–1 | NK Zadar        |
| NK Lokomotiva Zagreb        | 0–2 | NK Hajduk Split |
| NK Rijeka                   | 1–0 | NK Osijek       |

| 24. forduló     |     |                             |
| NK Zadar        | 0–4 | NK Hrvatski Dragovoljac     |
| NK Osijek       | 0–1 | NK Istra 1961ű              |
| NK Rijeka       | 4–1 | RNK Split                   |
| Dinamo Zagreb   | 2–1 | NK Lokomotiva Zagreb        |
| NK Hajduk Split | 3–0 | NK Slaven Belupo Koprivnica |

| 25. forduló                 |     |                 |
| NK Hrvatski Dragovoljac     | 1–0 | NK Rijeka       |
| RNK Split                   | 1–0 | NK Osijek       |
| NK Slaven Belupo Koprivnica | 1–6 | Dinamo Zagreb   |
| NK Lokomotiva Zagreb        | 1–3 | NK Zadar        |
| NK Istra 1961               | 1–1 | NK Hajduk Split |

| 26. forduló   |     |                             |
| RNK Split     | 2–1 | NK Hrvatski Dragovoljac     |
| NK Zadar      | 2–1 | NK Slaven Belupo Koprivnica |
| Dinamo Zagreb | 6–0 | NK Istra 1961               |
| NK Rijeka     | 3–2 | NK Lokomotiva Zagreb        |
| NK Osijek     | 1–1 | HNK Hajduk Split            |

| 27. forduló                 |     |               |
| NK Lokomotiva Zagreb        | 0–0 | RNK Split     |
| HNK Hajduk Split            | 0–2 | Dinamo Zagreb |
| NK Istra 1961               | 0–2 | NK Zadar      |
| NK Slaven Belupo Koprivnica | 0–3 | NK Rijeka     |
| NK Hrvatski Dragovoljac     | 2–0 | NK Osijek     |

| 28. forduló                 |     |                         |
| HNK Hajduk Split            | 3–1 | NK Zadar                |
| NK Lokomotiva Zagreb        | 2–1 | NK Hrvatski Dragovoljac |
| NK Osijek                   | 3–2 | Dinamo Zagreb           |
| NK Istra 1961               | 0–1 | NK Rijeka               |
| NK Slaven Belupo Koprivnica | 1–2 | RNK Split               |

| 29. forduló             |     |                             |
| NK Lokomotiva Zagreb    | 1–2 | NK Osijek                   |
| RNK Split               | 2–0 | NK Istra 1961               |
| NK Zadar                | 1–2 | Dinamo Zagreb               |
| NK Hrvatski Dragovoljac | 3–3 | NK Slaven Belupo Koprivnica |
| NK Rijeka               | 4–1 | HNK Hajduk Split            |

| 30. forduló                 |     |                         |
| NK Osijek                   | 4–0 | NK Zadar                |
| NK Istra 1961               | 1–2 | NK Hrvatski Dragovoljac |
| NK Slaven Belupo Koprivnica | 2–1 | NK Lokomotiva Zagreb    |
| Dinamo Zagreb               | 4–0 | NK Rijeka               |
| HNK Hajduk Split            | 1–0 | RNK Split               |

| 31. forduló                 |     |                  |
| NK Hrvatski Dragovoljac     | 4–1 | HNK Hajduk Split |
| NK Slaven Belupo Koprivnica | 2–1 | NK Osijek        |
| NK Lokomotiva Zagreb        | 3–2 | NK Istra 1961    |
| NK Rijeka                   | 3–0 | NK Zadar         |
| RNK Split                   | 0–3 | Dinamo Zagreb    |

| 32. forduló      |     |                             |
| NK Osijek        | 2–0 | NK Rijeka                   |
| NK Zadar         | 0–1 | RNK Split                   |
| HNK Hajduk Split | 2–2 | NK Lokomotiva Zagreb        |
| NK Istra 1961    | 3–3 | NK Slaven Belupo Koprivnica |
| Dinamo Zagreb    | 5–0 | NK Hrvatski Dragovoljac     |

| 33. forduló                 |     |                  |
| NK Istra 1961               | 0–0 | NK Osijek        |
| NK Slaven Belupo Koprivnica | 3–0 | HNK Hajduk Split |
| NK Lokomotiva Zagreb        | 1–1 | Dinamo Zagreb    |
| NK Hrvatski Dragovoljac     | 2–1 | NK Zadar         |
| RNK Split                   | 2–2 | NK Rijeka        |

| 34. forduló      |     |                             |
| NK Osijek        | 3–1 | RNK Split                   |
| NK Rijeka        | 3–1 | NK Hrvatski Dragovoljac     |
| NK Zadar         | 3–4 | NK Lokomotiva Zagreb        |
| Dinamo Zagreb    | 3–0 | NK Slaven Belupo Koprivnica |
| HNK Hajduk Split | 0–1 | NK Istra 1961               |

| 35. forduló                 |     |               |
| HNK Hajduk Split            | 4–2 | NK Osijek     |
| NK Istra 1961               | 2–1 | Dinamo Zagreb |
| NK Lokomotiva Zagreb        | 1–5 | NK Rijeka     |
| NK Slaven Belupo Koprivnica | 5–1 | NK Zadar      |
| NK Hrvatski Dragovoljac     | 3–2 | RNK Split     |

| 36. forduló   |     |                             |
| NK Osijek     | 1–1 | NK Hrvatski Dragovoljac     |
| RNK Split     | 1–1 | NK Lokomotiva Zagreb        |
| NK Rijeka     | 2–0 | NK Slaven Belupo Koprivnica |
| NK Zadar      | 1–0 | NK Istra 1961               |
| Dinamo Zagreb | 1–0 | HNK Hajduk Split            |

## Osztályozó mérkőzés
| 2014. május 25. 19:00 |

| HNK Cibalia                     | 2-2               | NK Belupo             |
| ------------------------------- | ----------------- | --------------------- |
| Pujlic 52' , Fuster 76' (öngól) | (0-1) Jegyzőkönyv | Filip Ozobić 14' (72) |

| Stadion HNK Cibalia, Vinkovci , Horvátország Nézőszám: 2500 Játékvezető: Ivan Bebek (horvát) (horvát) |

| 2014. május 29. 19:00 |

| NK Belupo                  | 2-1               | HNK Cibalia       |
| -------------------------- | ----------------- | ----------------- |
| Fuster 24' David Delic 36' | (2-1) Jegyzőkönyv | Luka Muženjak 22' |

| Gradski stadion u Koprivnici, Koprivnici , Horvátország Nézőszám: 3000 Játékvezető: Ivan Bebek (horvát) (horvát) |

Az NK Belupo nyert 4-3-as összesítéssel, így az első osztályban maradt.

## Tabella
| #   | Csapat                    | M  | GY | D  | V  | G+ – G– | GK  | P  | Megjegyzések                      |
| --- | ------------------------- | -- | -- | -- | -- | ------- | --- | -- | --------------------------------- |
| 1.  | Dinamo Zagreb CV B I      | 36 | 26 | 6  | 4  | 81–26   | +55 | 84 | 2014–2015-ös UEFA-bajnokok ligája |
| 2.  | HNK Rijeka I KGY          | 36 | 21 | 10 | 5  | 72–35   | +37 | 73 | 2014–2015-ös Európa-liga          |
| 3.  | HNK Hajduk Split I        | 36 | 17 | 11 | 8  | 58–42   | +16 | 62 | 2014–2015-ös Európa-liga          |
| 4.  | RNK Split I               | 36 | 14 | 10 | 12 | 41–41   | 0   | 52 | 2014–2015-ös Európa-liga          |
| 5.  | NK Lokomotiva Zagreb      | 36 | 15 | 7  | 14 | 57–59   | −2  | 52 |                                   |
| 6.  | NK Istra 1961             | 36 | 12 | 8  | 16 | 45–56   | −11 | 44 |                                   |
| 7.  | NK Zadar                  | 36 | 10 | 5  | 21 | 35–67   | −32 | 35 |                                   |
| 8.  | NK Osijek                 | 36 | 8  | 9  | 19 | 38–62   | −24 | 33 |                                   |
| 9.  | NK Belupo Koprivnica      | 36 | 7  | 11 | 18 | 46–65   | −19 | 32 | Osztályzó                         |
| 10. | NK Hrvatski Dragovoljac K | 35 | 7  | 8  | 20 | 40–60   | −20 | 29 | másodosztály                      |

Utolsó frissítés: 2014. május 17. 
Forrás: http://www.focikatalogus.hu/horvat-bajnoksag 
A rangsorolás alapszabályai: 1. összpontszám, 2. egymás elleni eredmények összpontszáma, 3. gólkülönbség, 4. szerzett gólok száma.
(B): Bajnokcsapat, (K): Kieső csapat, (F): Feljutó csapat, (I): Kupainduló, (R): A rájátszás győztese, (KGY): Kupagyőztes

## Góllövőlista
| Játékos          | Csapat           | Gólok száma |
| ---------------- | ---------------- | ----------- |
| Duje Čop         | Dinamo Zagreb    | 22          |
| Andrej Kramariĉ  | Rijeka           | 18          |
| Leon Benko       | Rijeka           | 16          |
| EL Soudani       | Dinamo Zagreb    | 16          |
| Ivan Krstanovic  | Rijeka           | 14          |
| Ante Budimir     | Lokomotiva Split | 14          |
| Junior Fernandez | Dinamo Zagreb    | 13          |
| Antun Maglica    | Hajduk Split     | 12          |
| Mario Pašalič    | Hajdu Split      | 11          |
| Josip Ivancic    | Zadar            | 9           |